# Pellenes canosus
Pellenes canosus är en spindelart som beskrevs av Simon 1937. Pellenes canosus ingår i släktet Pellenes och familjen hoppspindlar. Inga underarter finns listade i Catalogue of Life.